# Chengyu

Chengyu in caratteri semplificati (colonna di sinistra, dall'alto verso il basso) e in caratteri tradizionali cinesi.

Chengyu (成語T, 成语S, chéngyǔP, lett. "espressione fatta") è un'espressione idiomatica o modo di dire della lingua cinese formato tipicamente da quattro caratteri che ha origine nel cinese classico. Non segue la grammatica e la sintassi del cinese moderno, in quanto ha forma fissa ed è estremamente sintetico e compatto. Il significato del chengyu è dato dall'associazione del significato dei singoli caratteri, ma molto spesso risulta impossibile risalire al significato del chengyu dalla traduzione letterale di questi ultimi. Infatti, per risalire al significato del chengyu è spesso necessario conoscere la storia e la letteratura antica cinese dalle quali hanno origine. Il chengyu, che esprime valori morali, insegnamenti e ammonimenti dell'antica tradizione cinese, è di uso comune nella lingua cinese sia nella sua forma scritta che orale.
Secondo la definizione del Dizionario delle parole del Cinese Moderno la definizione di chengyu è la seguente: 
(Dizionario delle parole del Cinese Moderno, quinta edizione, p. 173)

## Origine dei chengyu
Sebbene non sia sempre possibile tracciare un’origine dei chengyu da cui dedurre il significato, alcuni chengyu sono facilmente traducibili in una corrispondente espressione idiomatica della lingua italiana. Il significato letterale ne comporta uno metaforico.
- 冰山一角S, bīngshānyījiǎoP, lett. "un corno d'iceberg", che si potrebbe tradurre nell'espressione “la punta dell'iceberg”. Quando è visibile solo una piccola parte del problema e celata una maggiore.
- 一箭双雕S, yījiànshuāngdiāoP, lett. "una freccia due uccelli", ovvero “prendere due piccioni con una fava”. Trarre vantaggio da una situazione su più fronti contemporaneamente.
- 风雨同舟S,  fēngyǔtóngzhōuP, lett. "vento pioggia stessa barca", ovvero “essere sulla stessa barca”. Attraversare insieme i momenti di difficoltà.

Ad ogni modo, le origini dei chengyu sono spesso da rintracciarsi necessariamente nella tradizione, nella storia e nella letteratura cinese. A tal fine, è utile osservare alcuni esempi, la loro origine e il significato che ne deriva.

### Favole cinesi
狐假虎威S, hújiǎhǔwēiP, lett. "volpe falso tigre forza", in questo caso l’associazione di parole non permette di dedurre il significato. 
La favola a cui fa riferimento narra di una volpe che, per timore di essere mangiata da una tigre affamata, la convince a non farsi mangiare con un tranello. La volpe sostiene di essere stata mandata sulla Terra da dio, di essere intoccabile e che se la tigre la mangiasse, disubbidirebbe al volere divino. La tigre non è convinta, così la volpe la invita ad andare nella foresta e vedere la reazione degli altri animali al suo passaggio. Gli animali della foresta, appena vedono la volpe e la tigre, fuggono immediatamente. La tigre si convince così che la volpe deve davvero essere sulla Terra per volere divino e decide di lasciarla vivere, quando in realtà non si è accorta che gli animali non scappavano alla vista della volpe, ma della tigre.
Il significato di questo chengyu è pertanto utilizzare le proprie conoscenze allo scopo di intimidire il prossimo per il proprio tornaconto personale.

Illustrazione di Jingwei tratta dal Sancai Tuhui.

### Miti e leggende cinesi
精卫填海S, jīngwèitiánhǎiP, lett. "Jingwei riempire mare", questa leggenda è contenuta nello Shanhaijing.
La leggenda narra di Jingwei, una fanciulla che dopo essere affogata in mare, si trasforma in un magnifico uccello, il quale spende poi tutta l’eternità a riempire il mare di pietre, affinché nessuno vada incontro al tragico destino che è toccato a lei.
Essendo impossibile riempire il mare di pietre, questo chengyu indica la caparbietà contro ogni avversità. 

### Antichi racconti storici cinesi
刮目相看S,  guāmùxiāngkànP, lett. "cambiare opinione guardarsi a vicenda", questo chengyu racconta dell’incontro fra Lu Meng e Lu Su, rispettivamente un famoso condottiero e un famoso uomo politico del periodo dei Tre Regni. 
I due si rincontrano dopo molto tempo, ma Lu Meng, conosciuto solo per le sue doti di guerriero, dimostra nel frattempo di aver studiato molto e di essere diventato molto dotto. Lu Su dice a Lu Meng di averlo sempre considerato solo un guerriero, ma di vederlo adesso sotto una nuova luce, quella di un uomo colto ed istruito. Lu Meng risponde che agli studiosi bastano tre giorni di lontananza per vedersi cambiati quando si rincontrano.
Questo chengyu indica appunto ricredersi, cambiare opinione su qualcuno.

### Antica letteratura cinese
朝三暮四S, zhāosānmùsìP, lett. "mattino tre sera quattro", questo chengyu deriva da Zhuāngzǐ, testo prodotto da Zhuang Zhou. Il contesto storico è quello del Periodo degli Stati Combattenti. 

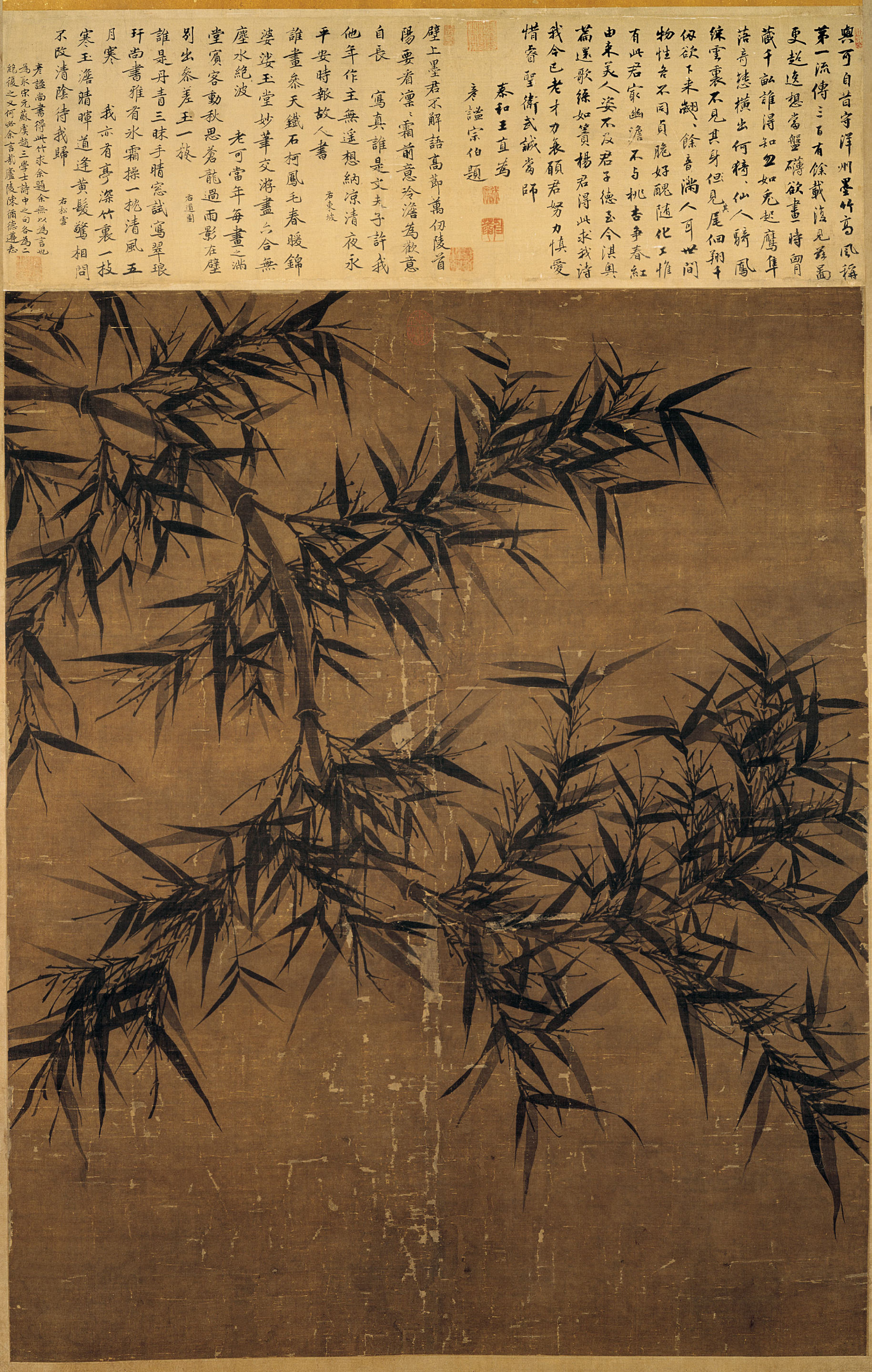
Il bambù è il tema principale dei dipinti di Wen Tong, dai quali ha origine il chengyu (vedi tabella e note)

Nel Regno della dinastia Song viveva un signore che custodiva e si prendeva cura di alcune scimmie. Dato che le scimmie erano tante, il custode escogitò un piano per risparmiare risorse e disse alle scimmie che invece di otto ghiande al giorno, da quel momento avrebbe dato tre ghiande al mattino e quattro la sera a ciascuna scimmia. Le scimmie si resero conto che al mattino avrebbero avuto una ghianda in meno, quindi si arrabbiarono e cominciarono a urlare il loro disappunto. Il custode, allora, cambiò il suo piano iniziale e disse alle scimmie che le avrebbe accontentate, quindi avrebbe dato ad ogni scimmia quattro ghiande al mattino come in precedenza, dicendo successivamente che avrebbe dato allora tre ghiande alla sera. Senza pensarci, le scimmie accettarono, perché pensarono di aver vinto lo scontro, senza accorgersi che in realtà alla sera avrebbero tutte avuto una ghianda in meno.
Questo chengyu ha due significati possibili: quello di cambiare in corsa ciò su cui ci si era accordati e quello di cambiare spesso opinione.
| 成语                         | Significato letterale                                  | Significato figurativo                                                  | Etimologia     |
| ---------------------------- | ------------------------------------------------------ | ----------------------------------------------------------------------- | -------------- |
| 胸有成竹S, xiōngyǒuchéngzhúP | bambù già preparato nel cuore                          | avere un piano preparato con cura in anticipo                           | da Wen Tong    |
| 指鹿為馬S, zhǐlùwéimǎP       | chiamare il cervo cavallo                              | travisare deliberatamente                                               | da Zhao Gao    |
| 乐不思蜀S, lèbùsīshǔP        | tanto felice da non pensare più al Regno Shu           | indugiare nel piacere                                                   | da Liu Shan    |
| 井底之蛙S, jǐngdǐzhīwāP      | una rana in fondo al pozzo                             | una persona con una capacità di visione limitata, di poca prospettiva   | da Zhuāngzǐ    |
| 亡羊补牢S, wángyángbǔláoP    | riparare il recinto quando le pecore sono già scappate | cercare di riparare a un problema quando è già troppo tardi             | da Zhan Guo Ce |
| 三人成虎S, sānrénchénghǔP    | tre uomini fanno una tigre                             | ripetere una chiacchiera in continuazione la fa diventare un fatto vero | da Zhan Guo Ce |
| 塞翁失馬S, sàiwēngshīmǎP     | il signore anziano ha perso il suo cavallo             | una benedizione sotto mentite spoglie                                   | da Huainanzi   |
| 纸上谈兵S, zhǐshàngtánbīngP  | tattiche militari sulla carta                          | discussioni teoriche inutili nella pratica                              | da Zhao Kuo    |

## Numeri e chengyu
I numeri nella cultura cinese offrono interessanti chiavi di lettura dei chengyu. Infatti, i numeri in cinese hanno diversa connotazione in base al concetto di Yin e Yang. 
I numeri dispari 1, 3, 5, 7, 9 (一，三，五，七，九S, yī, sān, wǔ, qī, jiǔP sono associati allo yang (阳S, yángP), maschile e positivo, mentre i numeri pari 2, 4, 6, 8 (二/两，四，六，八S, èr/liǎng, sì, liù, bā'P sono associati allo yin (阴S, yīnP), femminile e negativo.
Combinando numeri yin a numeri yang si hanno dei patterns o modelli che ci permettono di interpretare la connotazione e il significato del chengyu in base ai numeri.
Ad esempio:

- il 3 (三S, sānP) insieme al 5 (五S, wǔP) o al 6 (六S, liùP): questi due numeri nello stesso chengyu indicano abbondanza, grandezza, esagerazione. Per esempio: 
  - 三番五次S, sānfānwǔcìP, lett. "tre volte cinque volte", ovvero “molte volte, ripetitivo”;
  - 三令五申S, sānlìngwǔshēnP, lett. "tre ordini e cinque reiterare", ovvero “dare ripetuti ordini”;
  - 三头六臂S, sāntóuliùbìP, lett. "avere tre teste e sei braccia", ovvero “avere grandi abilità, superpoteri”;
  - 三灾六难S, sānzāiliùnánP, lett. "tre disastri e sei calamità" ovvero “un disastro dopo l’altro”.

- il 3 (三S, sānP) insieme al 4 (四S, sìP): questi due numeri nello stesso chengyu hanno una connotazione negativa. Per esempio: 
  - 丢三落四S, diūsānlàsìP, lett. "perderne tre dimenticarsene quattro", ovvero “zucca vuota, smemorato”;
  - 挑三拣四S, tiāosānjiǎnsìP, lett. "sceglierne tre sceglierne quattro", ovvero “essere schizzinosi, mai contenti, choosy”;

- il 4 (四S, sìP) insieme all’8 (八S, bāP): questi due numeri nello stesso chengyu indicano buon auspicio, completezza, equilibrio. Questa è un’associazione curiosa in quanto di per sé il numero 4 è considerato il numero sfortunato per eccellenza, per la sua vicinanza nella pronuncia a 死S, (sǐP, lett. "morire)". Per esempio: 
  - 四通八达'S, sìtōngbādáP, lett. "connettere quattro collegare otto", ovvero “che si estende in tutte le direzioni (ad esempio una strada)”;
  - 四平八稳S, sìpíngbāwěnP, lett. "quattro equilibrato otto stabile", ovvero “equilibrato, bilanciato'”.[8]